# بخش پریتوبولنی
بخش پریتوبولنی (به لاتین: Pritobolny District) یک منطقهٔ مسکونی در روسیه است که در استان کورگان واقع شده‌است.